# 冯氏鳞毛蕨
冯氏鳞毛蕨（学名：Dryopteris nobilis var. fengiana）为鳞毛蕨科鳞毛蕨属下的一个变种。